# 成田文庫
成田文庫（なりたぶんこ）は、愛知県名古屋市中川区小本二丁目に所在した私設の教科書図書館。

## 特色
教科書コレクションを中心に、教育関連資料が集められ、教育史研究に資するために公開された。
特色あるコレクションとしては、福澤諭吉の『学問のすすめ』の官制海賊版とされる『学問のさとし』、学制発布に伴って初めて作られた『小学読本』、明治時代の検定教科書、軍国主義を反映した国定教科書、終戦直後に用いられた墨塗り教科書などがある。
開設した成田陽は中学校の教員であり、名古屋市立名塚中学校校長などを務めた。

## 歴史
明治100年を前にした1965年（昭和40年）、成田が自らの担当教科でもあった理科の教科書を明治100年事業と銘打って蒐集を始めたのをきっかけとしている。次第に全教科を網羅するに至った。
1983年（昭和58年）2月24日、自宅の敷地内に鉄筋2階建ての建物を設け、一般公開に踏み切った。2階にガラス戸の書棚を設置し、展示コーナーも設けた。一般公開を記念して「小学1年国語教科書100年展」を開催している。一般公開の開始時点では約7700点の資料を所蔵していた。
1990年（平成2年）時点で、教科書はもとより、明治初期の通知表、卒業証書なども含め、約9000点の資料を保有していた。